# Großhansdorf
Großhansdorf (niederdeutsch Groothansdörp) ist eine Gemeinde im Kreis Stormarn in Schleswig-Holstein und gehört zur Metropolregion Hamburg.

## Geographie

### Geographische Lage
Das Gebiet der Gemeinde Großhansdorf erstreckt sich im Landschaftsbereich des Naturraums Hamburger Ring (Haupteinheit Nr. 695), einem Teilgebiet der Südholsteinischen Geest, am Gewässerlauf der Aue oberhalb von der Stadt Ahrensburg. Im Gemeindegebiet fließt der Mühlenbach, der am nördlichen Rand der Gemeinde in die Aue mündet.

### Gemeindegliederung
Neben dem Dorf Großhansdorf befindet sich im Gemeindegebiet Schmalenbeck als weiterer Ortsteil.

### Nachbargemeinden
Unmittelbar angrenzende Gemeindegebiete von Großhansdorf sind:
| Ahrensburg |                                             |           |
|            | Kompassrose, die auf Nachbargemeinden zeigt | Todendorf |
|            | Siek                                        | Hoisdorf  |

## Geschichte

### Mittelalter und Neuzeit
Großhansdorf wurde erstmals 1274 in einer Urkunde des Hamburger Katharinen-Kirchspiels erwähnt, zu dem es damals kirchlich gehörte. Im Jahre 1435 kam es auch staatsrechtlich zur Hansestadt. Im Jahre 1642 wurde eine Wassermühle angelegt, die bis in das 19. Jahrhundert in Betrieb war. Seit 1701 war Großhansdorf Sitz eines hamburgischen „Waldreiters“, eines Beamten der Polizeibehörde. Die Verkoppelung wurde 1806 vollendet.
Die erste urkundliche Erwähnung des heutigen Ortsteils Schmalenbeck beläuft sich auf das Jahr 1314. Seit 1444 gehörte es zu Hamburg. Aus dem unterirdisch gespeisten Dorfteich „Groten Diek“ (es existiert eine gleichnamige Straße) floss die „Smale Beeke“ (schmaler Bach). Zumindest bis zur Vereinigung der beiden Gemeinden im Jahre 1872 bildete der Viebach jedenfalls im Wesentlichen die Grenze zwischen Großhansdorf und Schmalenbeck. So lag das Gasthaus Dunker am Mühlenteich in Schmalenbeck.

### 19. und 20. Jahrhundert
Groß-Hansdorf und Schmalenbeck wurden 1872 zu einer Gemeinde zusammengefasst, die „Groß-Hansdorf-Schmalenbeck“ hieß. Seit 1921 verbindet die Walddörferbahn – heute U-Bahn-Linie U1 – Großhansdorf mit Hamburg. Bis zum Groß-Hamburg-Gesetz von 1937 bildeten die Ortsteile Groß-Hansdorf und Schmalenbeck eine Gemeinde im Nordosten Hamburgs, die mit anderen als Exklave zum hamburgischen Staat gehörte (sogenannte hamburgische Walddörfer). Mit dem 1. April 1937 gingen Groß-Hansdorf und Schmalenbeck durch das Groß-Hamburg-Gesetz an das damals preußische Schleswig-Holstein über. Die Gemeinde war nun 1937 in den Kreis Stormarn gewechselt und wurde 1949 für ca. 1½ Jahre dem Amtsbezirk Ahrensburg zugeordnet (s. u.). Im Laufe der Jahre bürgerte sich für die Gesamtgemeinde der Name Großhansdorf ein, der Zusatz Schmalenbeck ist also im Sprachgebrauch entfallen.
Kiekut ist ein von der Bevölkerung so bezeichneter, nicht eindeutig abgegrenzter Bereich des Ortsteiles Schmalenbeck. Seinen Namen erhielt dieser von einer ehemaligen, an der Straße zum Kirchdorf Siek (heutiger Name „Wöhrendamm“) gelegenen Gaststätte. Da deren Wirt ständig aus dem Fenster sah, ob nicht einer der wenigen Gäste vorbeikam, sprachen die Bürger von dem „Kiekut-Wirtshaus“. Der Standort des Wirtshauses kann am besten mit einem Punkt hinter dem Grundstück bezeichnet werden: dort geht die U-Bahn-Strecke vom Einschnitt auf den Bahndamm über.
Der vor dem Ersten Weltkrieg auf der Endmoräne (70 m ü. NHN) neben der späteren Haltestelle erbaute hölzerne Aussichtsturm, der bereits vor dem Zweiten Weltkrieg baufällig war und nach diesem dann einstürzte, war nicht Namensgeber. Dennoch sprechen die Bürger vom „Kiekutberg“. Die Betonfundamente des Turmes existieren noch heute. Immerhin erhielt die daneben erbaute U-Bahn-Haltestelle anstatt des zunächst angedachten Namens „Schmalenbeck-Ost“ den prägnanten Namen „Kiekut“.
In diesem Bereich liegt heute das Großhansdorfer Rathaus mit dem Waldreitersaal und die katholische Kirche.
Nach dem Zweiten Weltkrieg hieß die Gemeinde dann auch offiziell Großhansdorf, Schmalenbeck wird noch als Ortsteil bezeichnet. Etwa 60 % der Einwohner leben im Ortsteil Schmalenbeck und ca. 40 % im Ortsteil Großhansdorf (inoffiziell: Alt-Großhansdorf genannt). Nach der Zerstörung Hamburgs im Zweiten Weltkrieg verlegten wohlhabende Unternehmer ihren Wohnsitz nach Großhansdorf. Seit 1951 ist Großhansdorf eine amtsfreie Gemeinde.

### Eingemeindungen
Am 1. Januar 1980 wurde ein Gebietsteil der Nachbargemeinde Siek mit damals etwa 50 Einwohnern eingegliedert.

### Einwohnerentwicklung
| Jahr      | 1811 | 1910 | 1933 | 2002 | 2005 | 2016 | 2018 |
| --------- | ---- | ---- | ---- | ---- | ---- | ---- | ---- |
| Einwohner | 250  | 591  | 1633 | 8987 | 9242 | 9355 | 9292 |

## Politik

### Gemeindevertretung und Bürgermeister
Großhansdorf wurde jahrzehntelang von einer absoluten CDU-Mehrheit regiert. Bei der Kommunalwahl am 25. Mai 2008 verlor die Partei ihre absolute Mehrheit, blieb aber stärkste Fraktion in der Gemeindevertretung.
Die Kommunalwahl am 14. Mai 2023 führte bei einer Wahlbeteiligung von 56,8 % (2018: 54,5 %) zu folgendem Ergebnis:
| Partei | Stimmenanteil | ± %p | Sitze | ±   |
| CDU    | 41,8 %        | +2,5 | 10    | ± 0 |
| SPD    | 16,7 %        | −2,5 | 4     | −1  |
| GRÜNE  | 26,9 %        | −1   | 6     | −1  |
| FDP    | 14,5 %        | +1   | 3     | ±0  |

Der direkt gewählte Bürgermeister ist Janhinnerk Voß (parteilos; zuletzt wiedergewählt im September 2019).

### Wappen
Blasonierung: „In Grün auf goldenem Dreiberg, der von einem blauen Wellenbalken durchzogen wird, ein silberner Reiter in der Tracht des 16. Jh. auf silbernem Pferd.“

### Städtepartnerschaft
Tessin in Mecklenburg-Vorpommern ist Partnerstadt von Großhansdorf.

## Wirtschaft und Infrastruktur

### Unternehmen
Am U-Bahnhof Großhansdorf befindet sich im Eilbergweg ein größeres Geschäftsviertel, am U-Bahnhof Schmalenbeck ein kleineres und an der U-Bahn-Haltestelle Kiekut gegenüber dem Rathaus ein noch kleineres. Alle Gewerbe dienen fast ausschließlich der Versorgung der eigenen Bevölkerung.
In Großhansdorf gibt es zwei Krankenhäuser: Die Park-Klinik Manhagen (arthroskopische und endoprothetische Chirurgie an Knie und Hüfte) sowie die LungenClinic Großhansdorf, die in den Bereichen der Pneumologie und vor allem der Thoraxchirurgie einen sehr guten Ruf genießt und international bekannt ist. Gegründet wurde das Krankenhaus als Reha-Stätte für Menschen, die an Tuberkulose litten. Es ist seit einiger Zeit der Universität zu Lübeck zugeordnet.
Das Großhansdorfer Werk der Hamburger Wasserwerke (HWW) versorgt neben Hamburg selbst auch die Hansestadt Lübeck mit Trinkwasser.

### Bildung
Seit 1906 besitzt Großhansdorf eine Gemeindebücherei, die sich heute im Ortsteil Schmalenbeck befindet.
Beide Ortsteile haben je eine Grundschule, der Hauptschulbereich der Grund- und Hauptschule in Schmalenbeck wurde allerdings wegen zu geringer Schülerzahlen zum 1. August 2008 geschlossen. Im Schulzentrum in Schmalenbeck sind weiterhin die Friedrich Junge-Schule (Gemeinschaftsschule) und das Emil-von-Behring-Gymnasium (rund 830 Schüler, Stand 2023/24) angesiedelt. Das EvB existiert seit dem 1. August 1967 und ist eine von 51 Europaschulen in Schleswig-Holstein.
Das Thünen-Institut für Forstgenetik befindet sich auf dem ehemaligen Landsitz Tannenhöft des Reeders George Henry Lütgens. Das heutige Arboretum des Instituts wurde Anfang des 20. Jahrhunderts von dem Gartenarchitekten Rudolph Jürgens als Parkanlage für Herrn Henry Lütgens, Gr. Hansdorf konzipiert.

### Verkehr
Der Ort liegt an der Bundesautobahn 1 zwischen dem Kreuz Bargteheide und der Anschlussstelle Stapelfeld. Von der Abfahrt geht es entweder direkt in den Ortsteil Schmalenbeck oder über eine Umgehungsstraße in die Stadt Ahrensburg.

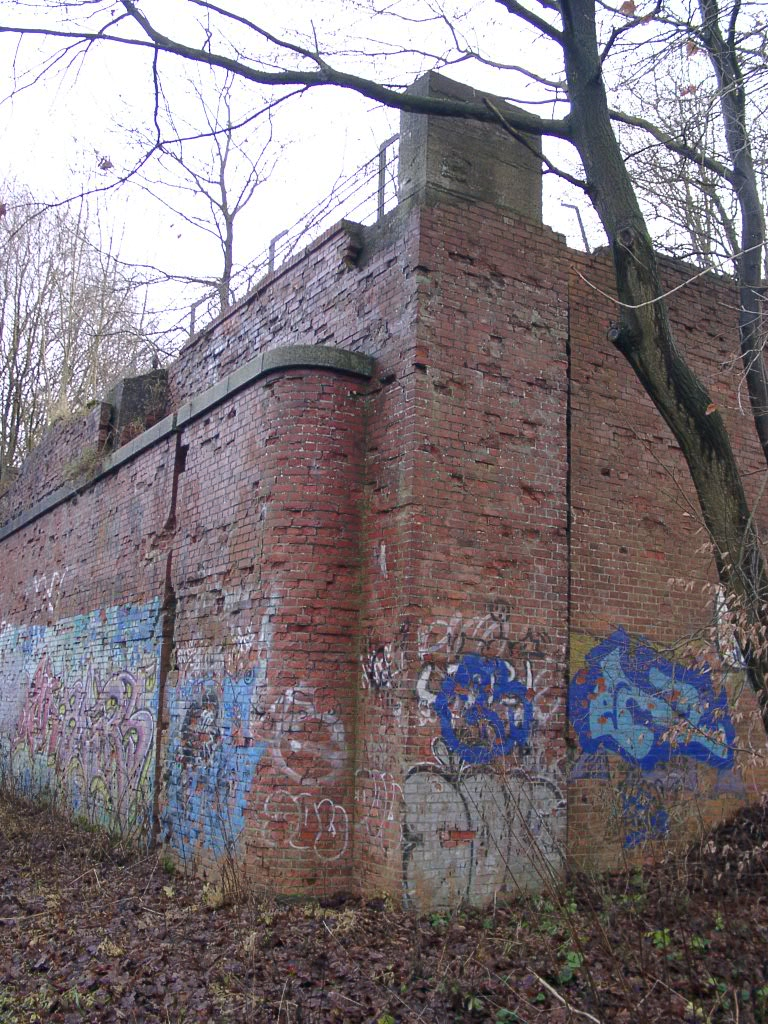
Fragment des U-Bahnhofs Beimoor

Großhansdorf wird mit Omnibuslinien und der U-Bahn des Hamburger Verkehrsverbundes (HVV) bedient, die Linie U1 (blau) hat ihren Endbahnhof in Großhansdorf. Insgesamt gibt es drei Stationen im Gemeindegebiet: Schmalenbeck, Kiekut und Großhansdorf. Die Fahrt von Großhansdorf zum Hamburger Hauptbahnhof dauert 43 Minuten.
Eine vierte Station, der Bahnhof Beimoor, befand sich während des Ersten Weltkriegs sowie kurz danach in Bau und war bereits weitgehend fertiggestellt. Letztlich ging er aus wirtschaftlichen Gründen nie in Betrieb und ist heute ein Geisterbahnhof beziehungsweise Lost Place. Die Reste des Bauwerks dienen als Fledermausquartier.
Noch vor Einweihung der Strecke im November 1921 war auch das zweite Gleis von Großhansdorf bis in die Halle des Bahnhofes Volksdorf wieder abgetragen worden; nur in Schmalenbeck befand sich eine Ausweichstelle mit den beiden einzigen Weichen auf der ganzen Strecke. Erst später erhielt der Abschnitt Volksdorf – Buchenkamp auf dem hamburgischen Staatsgebiet sein zweites Gleis wieder und ebenso der Bahnhof Großhansdorf mit Gleis 2 und dazu seine beiden Abstellgleise. Nach dem Zweiten Weltkrieg wurde der heutige Stand mit der Errichtung der Ausweichstelle im Bahnhof Ahrensburg West erreicht; der 20-Minuten-Takt (morgens und abends je zweieinhalb Stunden lang 10-Minuten-Takt) machte den Bau erforderlich.

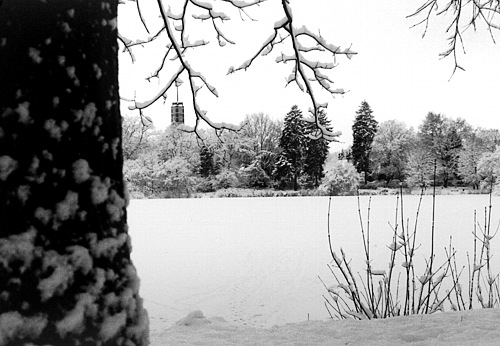
Der Groten Diek in Schmalenbeck, im Hintergrund die evangelisch-lutherische Kirche

## Kultur und Sehenswürdigkeiten
In der Liste der Kulturdenkmale in Großhansdorf stehen die in der Denkmalliste des Landes Schleswig-Holstein eingetragenen Kulturdenkmale.

## Persönlichkeiten
- Siegfried Assmann (1925–2021), Maler, Bildhauer und Zeichner, lebte und arbeitete in Großhansdorf
- Paul Brock (1900–1986), ostpreußischer Schriftsteller, lebte seit 1953 in Großhansdorf
- Till Demtrøder (* 1967), Schauspieler und Drehbuchautor, lebt seit 2015 auf einem Hof bei Großhansdorf
- Fabian Harloff (* 1970), Schauspieler, Hörspielsprecher, Synchronsprecher und Musiker, stammt aus Großhansdorf[13]
- Karl Ludwig Kohlwage (* 1933), Bischof i. R., Propst im Kirchenkreis Stormarn mit Dienstsitz in Großhansdorf 1972–1991.
- Hans Koopmann (1885–1959), Mediziner und Hochschullehrer
- Kurt Möck (* 1919), Diplom-Volkswirt, Vorsitzender der Geschäftsleitung der Union Deutscher Lebensmittelwerke GmbH
- Hans Reimann (1889–1969), humoristischer Schriftsteller, Dramatiker und Drehbuchautor, lebte und starb in Schmalenbeck
- Ottilie Reimers (1913–2025), deutsche Altersrekordlerin, lebte ab 2019 in einer Seniorenresidenz in Großhansdorf
- Thomas Sauer (1962–2014), Bundestagsabgeordneter, stammte aus Großhansdorf und war dort Gemeindevertreter.
- Matti Justus Schindehütte (* 1975), deutscher Pfarrer und evangelischer Theologe, Pastor in Großhansdorf 2020–2024.
- Wilhelm Siegel (1890–1977), Pädagoge, deutscher Politiker und Großhansdorfer Ehrenbürger.
- Carsten Spengemann (* 1972), Schauspieler und Fernsehmoderator, sein Elternhaus steht in Großhansdorf[14]
- Claus Hinrich Witten (1811–1877), Mühlenbesitzer, Landwirt und Vogt in Schmalenbeck[15]